# تگ آب‌خنک
تگ آب‌خنک یک روستا در ایران است که در دهستان باقران شهرستان بیرجند واقع شده‌است.